# Luumäki
Luumäki (/ˈluː.mæ.ki/) est une municipalité du sud-est de la Finlande, dans la région de Carélie du Sud.

## Histoire

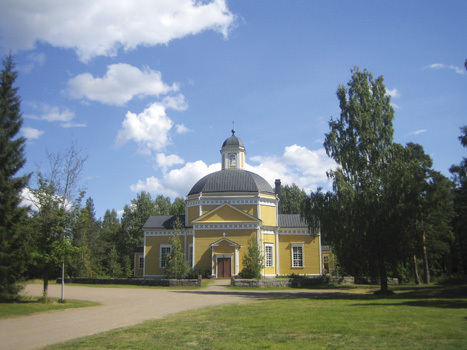
L'église de Luumäki.

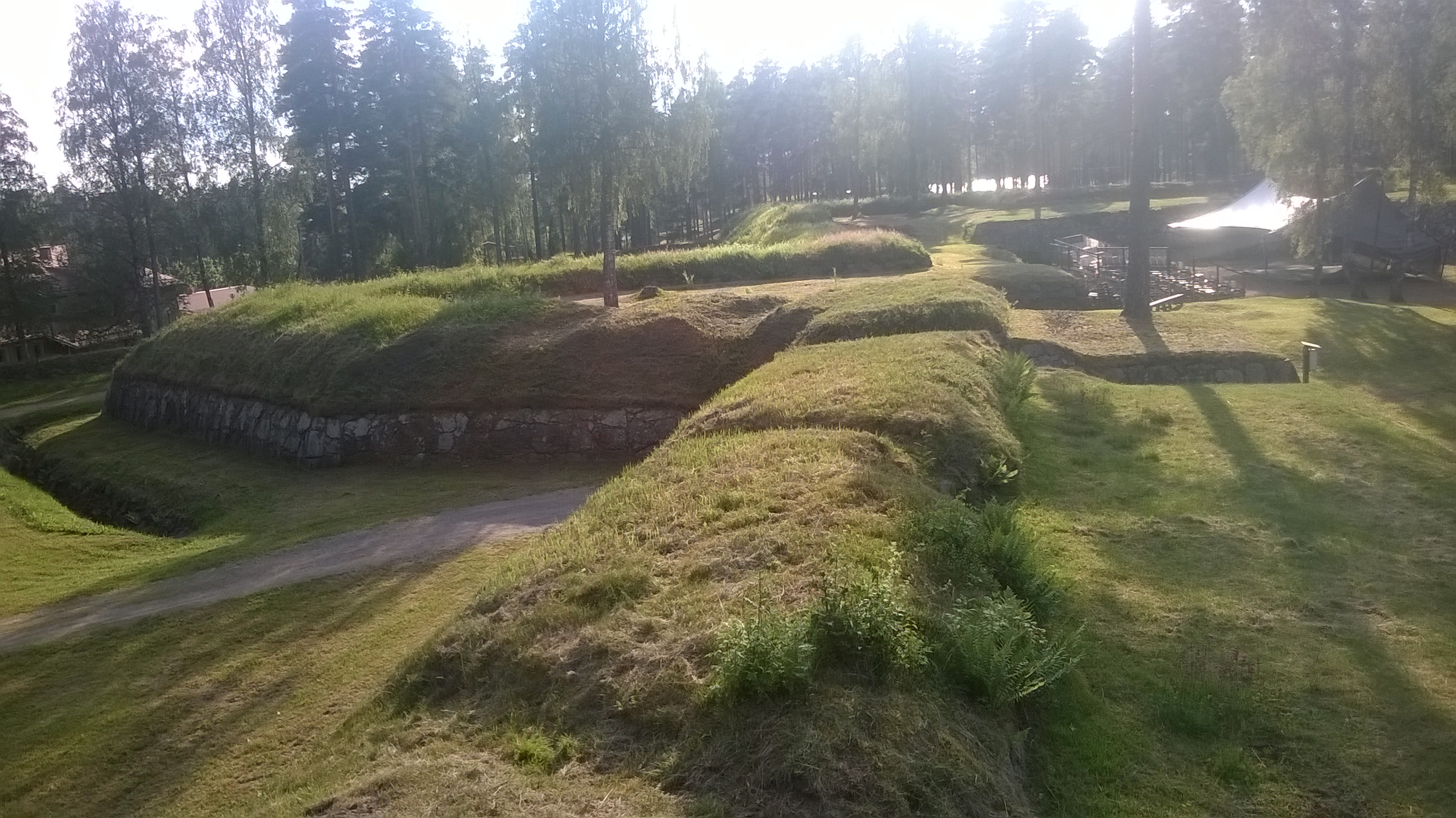
La forteresse de Taavetti.

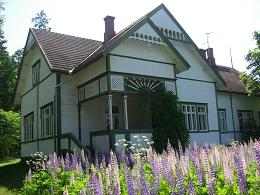
La résidence Kotkaniemi de Pehr Evind Svinhufvud.

La paroisse est cédée par la Suède à la Russie à la suite du traité d'Åbo en 1743. Elle se retrouve à proximité de la nouvelle frontière et gagne de ce fait un intérêt stratégique auparavant inexistant.
Catherine II de Russie y fait construire d'importantes fortifications en 1773 dont les ruines sont encore aujourd'hui visibles.
Carl Ludwig Engel y édifie l'église du village en 1845, puis le futur président finlandais Pehr Evind Svinhufvud lance le tourisme dans la commune en y bâtissant en 1898 sa résidence de vacances.
C'est là qu'il meurt, peu avant la fin de la guerre de Continuation (1944).
À la suite de la guerre d'Hiver (1940), une nouvelle ligne de fortification est construite, inspirée de la Ligne Maginot en France. Cette Salpalinja, dont les plus spectaculaires vestiges sont visibles à l'est de la commune de Luumäki, marquait la dernière ligne de défense du pays. Elle n'a jamais eu à servir car la guerre de Continuation sera interrompue avant.
Comme les autres municipalités de Carélie non annexée par l'Union des républiques socialistes soviétiques, elle recueille des réfugiés venus de la partie cédée aux soviétiques. Elle est depuis une paisible municipalité dont la population décroît lentement.

## Géographie
La commune est traversée par l'importante moraine de Salpausselkä, et marque de ce fait la bordure sud de la région des lacs. Le nord de la commune compte de nombreux lacs, et sur leurs 800 kilomètres de rives sont construites 3 000 maisons de vacances.
Le village est traversé par la nationale 6, le grand axe routier de l'est du pays. Lappeenranta est à 38 kilomètres à l'est et Kouvola 50 kilomètres à l'ouest. Par la nationale 26 Hamina est à exactement 50 kilomètres.
La voie ferrée venue d'Helsinki se scinde ici en deux branches, l'une continue vers les villes de Lappeenranta et Imatra, l'autre file sur Saint-Pétersbourg via le poste frontière de Vainikkala.
Les communes voisines sont Savitaipale et Lemi au nord, Lappeenranta à l'est, Ylämaa au sud-est, et côté Vallée de la Kymi Miehikkälä au sud, Anjalankoski au sud-ouest et Valkeala à l'ouest.

## Démographie
Depuis 1980, la démographie de Luumäki a évolué comme suit, :
| Année      | 1980  | 1985  | 1990  | 1995  | 2000  | 2005  |
| ---------- | ----- | ----- | ----- | ----- | ----- | ----- |
| population | 5 747 | 5 666 | 5 659 | 5 454 | 5 328 | 5 297 |

| Année      | 2010  | 2015  | 2020  |
| ---------- | ----- | ----- | ----- |
| population | 5 147 | 4 860 | 4 618 |

## Politique et administration

### Conseil municipal
Les sièges des 23 conseillers municipaux sont répartis comme suit:
| Parti     | Parti                              | Sièges 2021–2025 |
| --------- | ---------------------------------- | ---------------- |
|           | Parti social-démocrate de Finlande | 3                |
|           | Vrais Finlandais                   | 2                |
|           | Parti de la Coalition nationale    | 5                |
|           | Parti du centre                    | 12               |
|           | Chrétiens-démocrates               | 1                |
| Sources : |                                    |                  |

### Subdivisions administratives
Les deux agglomérations de Luumäki sont Taavetti et Luumäen asemanseutu (Jurvala).
Les villages de Luumäki sont Anjala, Antikkala, Askola, Ellola (Ellonen), Haimila, Heikkilä, Heimala, Hermunen, Hietamies, Himottula (Taina), Hirvikallio, Huomola, Huopainen, Husula, Hyyrylä, Iihola, Inkilä, Junttola, Juurikkala (Juurikas), Kaitjärvi, Kannuskoski, Kelvelä, Keskinen, Kiurula, Kiviniemi, Kokkola, Kolppola, Kontula, Koskela, Kähölä, Laapas, Lakkala (Lakka), Laukkala (Laukas), Lensula, Luotola, Marttila (Taavetti), Mentula, Metsola, Multiala, Munne (Munteenkylä), Niemi, Nokkala, Nuppola, Nurmiainen, Näppi, Okkola, Orkola, Parola, Pitkäpää, Pukkila (Pukki), Pätärilä, Rantala, Saareks, Saarits, Saksala, Salmi, Sarkalahti, Sarvilahti, Siiropää, Sirkjärvi, Suoanttila, Suoknuuti, Suonpohja, Sydänmaanlakka, Taina, Tapavainola, Taukaniemi, Toikkala, Uro, Vainonen, Venäläinen, Viuhkola.

## Transports

### Transports routiers
La commune est traversée dans le sens est-ouest par la route nationale 6, qui longe la crête du Salpausselkä au sud du lac Kivijärvi.
La route nationale 26 venant d'Hamina se termine à Luumäki.

### Transports ferroviaires
À la gare de Luumäki se croisent la ligne Riihimäki-Saint-Pétersbourg et la voie ferrée de Carélie  construite principalement dans les années 1960.

## Lieux et monuments
- Église de Luumäki
- Forteresse de Taavetti
- Ligne Salpa
- Kotkaniemi
- Musée de Luumäki

## Personnalités
- Pehr Evind Svinhufvud
- Ilkka Remes
- Harald Haarmann